# Comitatul Dong'e
Comitatul Dong'e (în chineză simplificată: 东阿县; chineză tradițională: 東阿縣; pinyin: Dōng'ē Xiàn) intră sub jurisdicția orașului prefectoral Liaocheng⁠(d), în provincia Shandong din China. Este situat pe malul stâng (nordic) al fluviului Galben, aproximativ 100 km în amonte de capitala provinciei Jinan.
Comitatul este renumit la nivel regional și național pentru producția de Ejiao⁠(d), o gelatină din piele de măgar folosită în medicina tradițională chineză. Potrivit unei surse din 1723 de către iezuiții francezi Dominique Parrenin⁠(d), a existat o fântână în acest comitat, care era în mod normal ținută închisă și sigilată și care era deschisă numai când era luată apă pentru a fi folosită în pregătirea de Ejiao pentru curtea împăratului.

## Diviziuni administrative
Din 2012, acest comitat este împărțit în 2 subdistricte, 7 orașe și 2 municipii.
Subdistricte
- Subdistrictul Tongcheng (铜城街道)
- Subdistrictul Xincheng (新城街道)

Orașe
| - Liuji⁠(d) (刘集镇) - Niujiaodian⁠(d) (牛角店镇) - Daqiao (大桥镇) - Gaoji⁠(d) (高集镇) | - Jianglou (姜楼镇) - Guguantun⁠(d) (顾官屯镇) - Yaozhai⁠(d) (姚寨镇) |

Municipii
- Municipiul Yushan (鱼山乡)
- Municipiul Chenji (陈集乡)

## Clima
| Date climatice pentru Dong'e (1991–2020 normals, extremes 1981–2010) | Date climatice pentru Dong'e (1991–2020 normals, extremes 1981–2010) | Date climatice pentru Dong'e (1991–2020 normals, extremes 1981–2010) | Date climatice pentru Dong'e (1991–2020 normals, extremes 1981–2010) | Date climatice pentru Dong'e (1991–2020 normals, extremes 1981–2010) | Date climatice pentru Dong'e (1991–2020 normals, extremes 1981–2010) | Date climatice pentru Dong'e (1991–2020 normals, extremes 1981–2010) | Date climatice pentru Dong'e (1991–2020 normals, extremes 1981–2010) | Date climatice pentru Dong'e (1991–2020 normals, extremes 1981–2010) | Date climatice pentru Dong'e (1991–2020 normals, extremes 1981–2010) | Date climatice pentru Dong'e (1991–2020 normals, extremes 1981–2010) | Date climatice pentru Dong'e (1991–2020 normals, extremes 1981–2010) | Date climatice pentru Dong'e (1991–2020 normals, extremes 1981–2010) | Date climatice pentru Dong'e (1991–2020 normals, extremes 1981–2010) |
| Luna                                                                 | Ian                                                                  | Feb                                                                  | Mar                                                                  | Apr                                                                  | Mai                                                                  | Iun                                                                  | Iul                                                                  | Aug                                                                  | Sep                                                                  | Oct                                                                  | Nov                                                                  | Dec                                                                  | Anual                                                                |
| -------------------------------------------------------------------- | -------------------------------------------------------------------- | -------------------------------------------------------------------- | -------------------------------------------------------------------- | -------------------------------------------------------------------- | -------------------------------------------------------------------- | -------------------------------------------------------------------- | -------------------------------------------------------------------- | -------------------------------------------------------------------- | -------------------------------------------------------------------- | -------------------------------------------------------------------- | -------------------------------------------------------------------- | -------------------------------------------------------------------- | -------------------------------------------------------------------- |
| Maxima medie °C (°F)                                                 | 4.2 (39,6)                                                           | 8.2 (46,8)                                                           | 14.5 (58,1)                                                          | 21.0 (69,8)                                                          | 26.6 (79,9)                                                          | 31.8 (89,2)                                                          | 32.1 (89,8)                                                          | 30.6 (87,1)                                                          | 27.2 (81)                                                            | 21.3 (70,3)                                                          | 12.8 (55)                                                            | 5.9 (42,6)                                                           | 19,68 (67,43)                                                        |
| Media zilnică °C (°F)                                                | −1 (30,2)                                                            | 2.6 (36,7)                                                           | 8.7 (47,7)                                                           | 15.2 (59,4)                                                          | 20.9 (69,6)                                                          | 26.0 (78,8)                                                          | 27.4 (81,3)                                                          | 25.8 (78,4)                                                          | 21.4 (70,5)                                                          | 15.3 (59,5)                                                          | 7.4 (45,3)                                                           | 0.8 (33,4)                                                           | 14,21 (57,57)                                                        |
| Minima medie °C (°F)                                                 | −5.2 (22,6)                                                          | −1.9 (28,6)                                                          | 3.7 (38,7)                                                           | 10.0 (50)                                                            | 15.5 (59,9)                                                          | 20.7 (69,3)                                                          | 23.5 (74,3)                                                          | 22.1 (71,8)                                                          | 16.8 (62,2)                                                          | 10.4 (50,7)                                                          | 3.0 (37,4)                                                           | −3.2 (26,2)                                                          | 9,62 (49,31)                                                         |
| Minima istorică °C (°F)                                              | −19.2 (−2.6)                                                         | −14.8 (5,4)                                                          | −7.9 (17,8)                                                          | −1.9 (28,6)                                                          | 4.8 (40,6)                                                           | 9.9 (49,8)                                                           | 17.2 (63)                                                            | 11.5 (52,7)                                                          | 6.5 (43,7)                                                           | −1.3 (29,7)                                                          | −13.3 (8,1)                                                          | −16.2 (2,8)                                                          | −19,2 (−2,6)                                                         |
| Precipitații mm (inches)                                             | 4.2 (0.165)                                                          | 9.0 (0.354)                                                          | 12.1 (0.476)                                                         | 33.0 (1.299)                                                         | 55.1 (2.169)                                                         | 66.4 (2.614)                                                         | 158.4 (6.236)                                                        | 141.6 (5.575)                                                        | 52.4 (2.063)                                                         | 30.6 (1.205)                                                         | 21.1 (0.831)                                                         | 6.2 (0.244)                                                          | 590,1 (23,232)                                                       |
| Umiditate [%]                                                        | 61                                                                   | 57                                                                   | 54                                                                   | 59                                                                   | 63                                                                   | 60                                                                   | 76                                                                   | 81                                                                   | 74                                                                   | 66                                                                   | 66                                                                   | 65                                                                   | 65,2                                                                 |
| Nr. de zile cu precipitații (≥ 0.1 mm)                               | 2.0                                                                  | 3.2                                                                  | 3.2                                                                  | 5.0                                                                  | 6.3                                                                  | 7.8                                                                  | 10.9                                                                 | 10.2                                                                 | 6.7                                                                  | 5.3                                                                  | 4.4                                                                  | 2.7                                                                  | 67,7                                                                 |
| Nr. mediu de zile cu ninsoare                                        | 2.6                                                                  | 2.8                                                                  | 0.8                                                                  | 0.2                                                                  | 0                                                                    | 0                                                                    | 0                                                                    | 0                                                                    | 0                                                                    | 0                                                                    | 1.0                                                                  | 2.1                                                                  | 9,5                                                                  |
| Ore însorite                                                         | 141.8                                                                | 152.8                                                                | 206.0                                                                | 231.4                                                                | 256.5                                                                | 227.4                                                                | 194.4                                                                | 193.7                                                                | 187.9                                                                | 182.2                                                                | 153.8                                                                | 146.4                                                                | 2.274,3                                                              |
| Sursă: Administrația Meteorologică din China                         |                                                                      |                                                                      |                                                                      |                                                                      |                                                                      |                                                                      |                                                                      |                                                                      |                                                                      |                                                                      |                                                                      |                                                                      |                                                                      |

## Oameni celebri
- Su Shulin⁠(d), guvernatorul Fujianului